# Brachycentrus echo
Brachycentrus echo är en nattsländeart som först beskrevs av Ross 1947.  Brachycentrus echo ingår i släktet Brachycentrus och familjen bäcknattsländor. Inga underarter finns listade i Catalogue of Life.